# Sky-Watch
Sky-Watch A/S — данський розробник і виробник безпілотних літальних апаратів (БПЛА). Заснована у 2009 році компанія Sky-Watch розташована в Стоврінгу, Данія. 
У 2016 році Sky-Watch придбала невелику стартап-компанію «Little Smart Things» у Нексо і продовжує випускати платформи Cumulus і RQ-35 Heidrun.

## Продукти
Sky-Watch виготовлює безпілотні платформи з різними конфігураціями:
- Huginn[5]
- RQ-35 Heidrun[6]
- Cumulus

## Визначне використання
- У 2013 році компанія Sky-Watch надала квадрокоптер Huginn X1 командам USAR, які були розгорнуті на Філіппінах після того, як над островами бушував тайфун Хайян.[7][8]

## Зовнішні посилання
- Офіційний веб-сайт